# Zastupitelstvo města Liberec
Zastupitelstvo města Liberec je voleným orgánem Liberce. Je složeno ze 39 členů, kteří jsou voleni v rámci komunálních voleb na 4 roky. Zasedá v zasedací místnosti Liberecké radnice. Zastupitelstvo volí jedenáctičlennou radu města.
Zastupitelstvo se schází zpravidla jednou za měsíc; každé zasedání je možné sledovat v online přenosu.

## Volební období 2014–2018
Sedmé funkční období zastupitelstva města Liberec trvalo od 11. října 2014 do 6. října 2018. Ustavující zasedání zastupitelstva, na kterém byla volena rada města, se konalo 27. listopadu 2014. Závěrečné zasedání proběhlo 27. září 2018.

### Výsledky voleb v roce 2014
Sedmé volby do zastupitelstev obcí se v České republice uskutečnily 10. a 11. října 2014. Volební účast v Liberci činila 35,68 %. Průměrný věk zvolených zastupitelů byl 43,38 let. Nejstarší zastupitelkou se stala 70letá Marie Pavlová za ZpL a nejmladším 27letý Antonín Ferdan za SLK.

### Složení městské rady Tibora Batthyányho
| Portfej              | Člen rady        | Strana   | Kompetence                                               |
| -------------------- | ---------------- | -------- | -------------------------------------------------------- |
| Primátor             | Tibor Batthyány  | ANO 2011 | sport                                                    |
| Náměstek primátora   | Jan Korytář      | Změna    | ekonomika, strategický rozvoj a dotace                   |
| Náměstek primátora   | Tomáš Kysela     | ANO 2011 | technická správa majetku města, sportovní infrastruktura |
| Náměstkyně primátora | Karolína Hrbková | Změna    | územní plánování, veřejná zeleň a životní prostředí      |
| Náměstek primátora   | Ivan Langr       | Zelení   | školství, kultura, sociální věci a cestovní ruch         |
| Člen rady            | Martin Čulík     | ANO 2011 | -                                                        |
| Člen rady            | Filip Galnor     | ANO 2011 | -                                                        |
| Členka rady          | Zuzana Kocumová  | Změna    | -                                                        |
| Člen rady            | Josef Šedlbauer  | Zelení   | -                                                        |

### Seznam členů zastupitelstva
| Jméno                   | Zvolen za | Ve funkci od    | Ve funkci do    | Hlasy absolutně | Hlasy v % | Pořadové číslo na kandidátce | Dosažené pořadí |
| ----------------------- | --------- | --------------- | --------------- | --------------- | --------- | ---------------------------- | --------------- |
| Kateřina Absolonová     | ZpL       | 11. říjen 2014  | 6. říjen 2018   | 7 449           | 2,80      | 6                            | 6               |
| Tibor Batthyány         | ANO 2011  | 11. říjen 2014  | 6. říjen 2018   | 5 594           | 2,97      | 1                            | 1               |
| Jaromír Baxa            | ZpL       | 11. říjen 2014  | 6. říjen 2018   | 7 656           | 2,88      | 2                            | 2               |
| Jan Berki               | SLK       | 11. říjen 2014  | 6. říjen 2018   | 5 005           | 2,89      | 2                            | 5               |
| Jiří Čeček              | ZpL       | 11. říjen 2014  | 6. říjen 2018   | 6 738           | 2,53      | 11                           | 11              |
| Ondřej Červinka         | ODS       | 11. říjen 2014  | 6. říjen 2018   | 1 762           | 3,34      | 1                            | 1               |
| Jan Čmuchálek           | ČSSD      | 11. říjen 2014  | 6. říjen 2018   | 2 913           | 2,84      | 5                            | 3               |
| Martin Čulík            | ANO 2011  | 11. říjen 2014  | 6. říjen 2018   | 5 190           | 2,75      | 6                            | 6               |
| Antonín Ferdan          | SLK       | 11. říjen 2014  | 6. říjen 2018   | 4 631           | 2,67      | 5                            | 7               |
| František Gábor         | TOP 09    | 14. květen 2015 | 6. říjen 2018   | 1 885           | 3,30      | 3                            | 3               |
| Filip Galnor            | ANO 2011  | 11. říjen 2014  | 6. říjen 2018   | 5 406           | 2,87      | 2                            | 2               |
| Pavla Haidlová          | ZpL       | 11. říjen 2014  | 6. říjen 2018   | 6 876           | 2,59      | 10                           | 10              |
| Karolína Hrbková        | ZpL       | 11. říjen 2014  | 6. říjen 2018   | 7 372           | 2,77      | 3                            | 5               |
| Peter Hromádka          | TOP 09    | 11. říjen 2014  | 13. květen 2015 | 1 962           | 3,44      | 5                            | 2               |
| Michal Hron             | SLK       | 11. říjen 2014  | 6. říjen 2018   | 5 377           | 3,10      | 1                            | 2               |
| Jiří Chalupa            | ODS       | 11. říjen 2014  | 6. říjen 2018   | 1 592           | 3,02      | 15                           | 2               |
| Lenka Kadlecová         | ČSSD      | 9. říjen 2015   | 6. říjen 2018   | 2 774           | 2,70      | 6                            | 6               |
| Eva Karhanová Horynová  | ANO 2011  | 7. leden 2017   | 6. říjen 2018   | 5 167           | 2,74      | 10                           | 10              |
| Zuzana Kocumová         | ZpL       | 11. říjen 2014  | 6. říjen 2018   | 7 869           | 2,96      | 4                            | 1               |
| Jan Korytář             | ZpL       | 11. říjen 2014  | 6. říjen 2018   | 7 628           | 2,87      | 1                            | 3               |
| Tomáš Kysela            | ANO 2011  | 11. říjen 2014  | 6. říjen 2018   | 5 177           | 2,75      | 4                            | 4               |
| Ivan Langr              | ZpL       | 11. říjen 2014  | 6. říjen 2018   | 7 242           | 2,72      | 9                            | 9               |
| Radka Loučková Kotasová | ANO 2011  | 11. říjen 2014  | 6. leden 2017   | 5 302           | 2,81      | 3                            | 3               |
| Dana Lysáková           | KSČM      | 11. říjen 2014  | 6. říjen 2018   | 1 726           | 2,96      | 1                            | 1               |
| Zora Machartová         | TOP 09    | 11. říjen 2014  | 6. říjen 2018   | 2 135           | 3,74      | 1                            | 1               |
| Jan Marek               | SLK       | 11. říjen 2014  | 6. říjen 2018   | 4 634           | 2,67      | 7                            | 8               |
| Jan Mečl                | ČSSD      | 11. říjen 2014  | 6. říjen 2018   | 3 320           | 3,24      | 2                            | 2               |
| Marie Pavlová           | ZpL       | 11. říjen 2014  | 6. říjen 2018   | 6 697           | 2,52      | 12                           | 12              |
| Ondřej Petrovský        | ZpL       | 11. říjen 2014  | 6. říjen 2018   | 7 230           | 2,72      | 7                            | 7               |
| Martina Rosenbergová    | ČSSD      | 11. říjen 2014  | 6. říjen 2018   | 3 425           | 3,34      | 1                            | 1               |
| Věra Skřivánková        | KSČM      | 11. říjen 2014  | 6. říjen 2018   | 1 678           | 2,87      | 4                            | 2               |
| Jiří Suchánek           | ČSSD      | 11. říjen 2014  | 31. srpen 2015  | 2 881           | 2,81      | 3                            | 4               |
| Josef Šedlbauer         | ZpL       | 11. říjen 2014  | 6. říjen 2018   | 7 501           | 2,82      | 5                            | 4               |
| Jiří Šolc               | SLK       | 11. říjen 2014  | 6. říjen 2018   | 5 410           | 3,12      | 6                            | 1               |
| Zbyněk Šrámek           | ANO 2011  | 11. říjen 2014  | 6. říjen 2018   | 5 086           | 2,70      | 8                            | 8               |
| Pavel Šulc              | ANO 2011  | 11. říjen 2014  | 6. říjen 2018   | 5 054           | 2,68      | 9                            | 9               |
| Zuzana Tachovská        | ZpL       | 11. říjen 2014  | 6. říjen 2018   | 7 025           | 2,64      | 8                            | 8               |
| David Václavík          | SLK       | 11. říjen 2014  | 6. říjen 2018   | 4 897           | 2,83      | 8                            | 6               |
| Květa Vinklátová        | SLK       | 11. říjen 2014  | 6. říjen 2018   | 5 058           | 2,92      | 3                            | 4               |
| Libuše Vítová           | ANO 2011  | 11. říjen 2014  | 6. říjen 2018   | 5 164           | 2,74      | 5                            | 5               |
| Jaroslav Zámečník       | SLK       | 11. říjen 2014  | 6. říjen 2018   | 5 121           | 2,96      | 4                            | 3               |
| Jakub Zobín             | ANO 2011  | 11. říjen 2014  | 6. říjen 2018   | 5 083           | 2,70      | 7                            | 7               |

## Volební období 2018–2022
Osmé funkční období zastupitelstva města Liberec trvalo od 6. října 2018 do 24. září 2022. Ustavující zasedání zastupitelstva, na kterém byla volena rada města, se konalo 20. listopadu 2018. Závěrečné zasedání proběhlo 15. září 2022.

### Výsledky voleb v roce 2018
Osmé volby do zastupitelstev obcí se v České republice uskutečnily 5. a 6. října 2018. Volební účast v Liberci činila 40,90 %. Průměrný věk zvolených zastupitelů byl 48,46 let. Nejstarší zastupitelkou se stala 74letá Marie Pavlová za ZpL a nejmladším 36letý Jaromír Baxa za LOL.

### Složení první městské rady Jaroslava Zámečníka
| Portfej              | Člen rady               | Strana   | Kompetence                                              |
| -------------------- | ----------------------- | -------- | ------------------------------------------------------- |
| Primátor             | Jaroslav Zámečník       | SLK      | územní plánování a architektura                         |
| Náměstek primátora   | Jiří Němeček            | ANO 2011 | strategický rozvoj, dotace a majetková správa (do 2019) |
| Náměstkyně primátora | Radka Loučková Kotasová | ANO 2011 | strategický rozvoj, dotace a majetková správa (od 2020) |
| Náměstek primátora   | Jiří Šolc               | SLK      | technická správa a informační technologie               |
| Náměstek primátora   | Zbyněk Karban           | ANO 2011 | ekonomika                                               |
| Náměstek primátora   | Ivan Langr              | SLK      | kultura, školství, sociální věci a cestovní ruch        |
| Člen rady            | Lukáš Pohanka           | SLK      | sport                                                   |
| Člen rady            | Michal Hron             | SLK      | -                                                       |
| Členka rady          | Šárka Prachařová        | ANO 2011 | -                                                       |
| Člen rady            | Marek Vávra             | ANO 2011 | -                                                       |
| Člen rady            | Petr Židek              | ODS      | -                                                       |
| Členka rady          | Petra Břeňová           | ODS      | -                                                       |

### Seznam členů zastupitelstva
| Jméno                   | Zvolen za | Ve funkci od     | Ve funkci do    | Hlasy absolutně | Hlasy v % | Pořadové číslo na kandidátce | Dosažené pořadí |
| ----------------------- | --------- | ---------------- | --------------- | --------------- | --------- | ---------------------------- | --------------- |
| Renáta Balašová         | ANO 2011  | 6. říjen 2018    | 24. září 2022   | 6 865           | 2,70      | 3                            | 3               |
| Jaromír Baxa            | LOL       | 6. říjen 2018    | 24. září 2022   | 2 820           | 4,49      | 1                            | 2               |
| Jan Berki               | SLK       | 6. říjen 2018    | 24. září 2022   | 10 508          | 2,75      | 5                            | 5               |
| Petra Břeňová           | ODS       | 6. říjen 2018    | 24. září 2022   | 2 868           | 2,64      | 2                            | 3               |
| Martin Ditrich          | ODS       | 4. březen 2020   | 24. září 2022   | 2 774           | 2,78      | 4                            | 6               |
| Jindřich Felcman        | ZpL       | 23. květen 2019  | 24. září 2022   | 4 353           | 2,75      | 7                            | 7               |
| Jindřich Gubiš          | ZpL       | 7. listopad 2020 | 24. září 2022   | 4 115           | 2,60      | 11                           | 11              |
| Pavla Haidlová          | ZpL       | 6. říjen 2018    | 30. říjen 2020  | 4 326           | 2,74      | 4                            | 5               |
| Tomáš Hampl             | ODS       | 6. říjen 2018    | 3. březen 2020  | 2 850           | 2,86      | 6                            | 4               |
| Karolína Hrbková        | ZpL       | 6. říjen 2018    | 22. květen 2019 | 4 720           | 2,99      | 2                            | 3               |
| Michal Hron             | SLK       | 6. říjen 2018    | 24. září 2022   | 10 216          | 2,67      | 7                            | 7               |
| Zdeněk Chmelík          | SLK       | 6. říjen 2018    | 24. září 2022   | 10 016          | 2,62      | 8                            | 8               |
| Libor Ježek             | ANO 2011  | 11. říjen 2019   | 24. září 2022   | 6 626           | 2,60      | 13                           | 13              |
| Zbyněk Karban           | ANO 2011  | 6. říjen 2018    | 24. září 2022   | 6 779           | 2,66      | 8                            | 8               |
| Zuzana Kocumová         | LOL       | 6. říjen 2018    | 24. září 2022   | 2 827           | 4,50      | 2                            | 1               |
| Martin Kolafa           | ODS       | 6. říjen 2018    | 9. říjen 2018   | 2 921           | 2,93      | 10                           | 2               |
| Robert Korselt          | SLK       | 6. říjen 2018    | 24. září 2022   | 9 866           | 2,58      | 16                           | 16              |
| Jan Korytář             | ZpL       | 6. říjen 2018    | 3. říjen 2020   | 4 836           | 3,06      | 1                            | 2               |
| Vítězslav Kvapil        | ANO 2011  | 6. říjen 2018    | 24. září 2022   | 6 605           | 2,60      | 10                           | 10              |
| Ivan Langr              | SLK       | 6. říjen 2018    | 24. září 2022   | 10 498          | 2,75      | 6                            | 6               |
| Jarmila Levko           | SLK       | 6. říjen 2018    | 24. září 2022   | 10 674          | 2,79      | 4                            | 4               |
| Radka Loučková Kotasová | ANO 2011  | 6. říjen 2018    | 24. září 2022   | 6 789           | 2,67      | 6                            | 6               |
| Jan Marek               | SLK       | 6. říjen 2018    | 24. září 2022   | 10 161          | 2,66      | 9                            | 9               |
| David Nejedlo           | SLK       | 6. říjen 2018    | 24. září 2022   | 10 660          | 2,79      | 13                           | 13              |
| Jiří Němeček            | ANO 2011  | 6. říjen 2018    | 24. září 2022   | 7 485           | 2,94      | 1                            | 1               |
| Marie Pavlová           | ZpL       | 6. říjen 2018    | 24. září 2022   | 4 197           | 2,66      | 6                            | 6               |
| Ondřej Petrovský        | ZpL       | 6. říjen 2018    | 24. září 2022   | 4 472           | 2,83      | 5                            | 4               |
| Lukáš Pohanka           | SLK       | 6. říjen 2018    | 24. září 2022   | 11 028          | 2,88      | 3                            | 1               |
| Robert Prade            | SLK       | 6. říjen 2018    | 24. září 2022   | 10 037          | 2,63      | 11                           | 11              |
| Šárka Prachařová        | ANO 2011  | 6. říjen 2018    | 24. září 2022   | 6 737           | 2,65      | 7                            | 7               |
| Václav Smrkovský        | ZpL       | 31. říjen 2020   | 24. září 2022   | 4 062           | 2,57      | 9                            | 9               |
| Jiří Bartoloměj Sturz   | SLK       | 6. říjen 2018    | 21. říjen 2019  | 9 861           | 2,58      | 15                           | 15              |
| Josef Šedlbauer         | ZpL       | 6. říjen 2018    | 24. září 2022   | 5 009           | 3,17      | 3                            | 1               |
| Zdeněk Šembera          | ANO 2011  | 6. říjen 2018    | 24. září 2022   | 7 212           | 2,83      | 2                            | 2               |
| Jiří Šolc               | SLK       | 6. říjen 2018    | 24. září 2022   | 10 837          | 2,83      | 2                            | 2               |
| Jaroslav Šrajer         | ANO 2011  | 6. říjen 2018    | 24. září 2022   | 6 658           | 2,62      | 9                            | 9               |
| Martina Teplá           | ANO 2011  | 6. říjen 2018    | 24. září 2022   | 6 900           | 2,71      | 5                            | 5               |
| Lumír Vadovský          | ODS       | 10. říjen 2018   | 24. září 2022   | 2 648           | 2,57      | 3                            | 5               |
| Marek Vávra             | ANO 2011  | 6. říjen 2018    | 24. září 2022   | 7 131           | 2,80      | 4                            | 4               |
| Květa Vinklátová        | SLK       | 6. říjen 2018    | 24. září 2022   | 10 194          | 2,67      | 12                           | 12              |
| Jakub Vytiska           | SLK       | 22. říjen 2019   | 24. září 2022   | 9 804           | 2,56      | 17                           | 17              |
| Jaroslav Zámečník       | SLK       | 6. říjen 2018    | 24. září 2022   | 10 825          | 2,83      | 1                            | 3               |
| Jiří Zavoral            | SLK       | 6. říjen 2018    | 24. září 2022   | 9 850           | 2,58      | 14                           | 14              |
| Petr Zdráhala           | ANO 2011  | 6. říjen 2018    | 7. říjen 2019   | 6 718           | 2,64      | 11                           | 11              |
| Hana Zemanová           | SLK       | 6. říjen 2018    | 24. září 2022   | 9 959           | 2,60      | 10                           | 10              |
| Petr Židek              | ODS       | 6. říjen 2018    | 24. září 2022   | 2 983           | 2,99      | 1                            | 1               |

## Volební období 2022–2026
Deváté funkční období zastupitelstva města Liberec započalo 24. září 2022. Ustavující zasedání zastupitelstva, na kterém byla volena rada města, se konalo 18. října 2022.

### Výsledky voleb v roce 2022
Deváté volby do zastupitelstev obcí se v České republice uskutečnily 23. a 24. září 2022. Volební účast v Liberci činila 40,85 %. Průměrný věk zvolených zastupitelů byl 47,79 let. Nejstarším zastupitelem se stal 72letý Ladislav Fejtek za SPD a nejmladším 21letý Matyáš Moc za SLK společně s TOP 09 a KDU-ČSL.

### Složení druhé městské rady Jaroslava Zámečníka
| Portfej                         | Člen rady         | Strana   | Kompetence                                         |
| ------------------------------- | ----------------- | -------- | -------------------------------------------------- |
| Primátor                        | Jaroslav Zámečník | SLK      | ekonomika                                          |
| Náměstkyně primátora            | Šárka Prachařová  | ANO 2011 | strategický rozvoj a dotace                        |
| Náměstek primátora              | Petr Židek        | ODS      | majetková správa, sport a sportovní infrastruktura |
| Náměstek primátora              | Jiří Janďourek    | SLK      | architektura, veřejný prostor a dopravní stavby    |
| Náměstek primátora              | Ivan Langr        | SLK      | kultura, školství a cestovní ruch                  |
| Náměstek primátora              | Jiří Šolc         | ANO 2011 | technická správa a informační technologie          |
| Náměstek primátora              | Adam Lenert       | ANO 2011 | územní plánování a majetkoprávní záležitosti       |
| Neuvolněná náměstkyně primátora | Martina Teplá     | ANO 2011 | sociální záležitosti                               |
| Neuvolněný náměstek primátora   | Jan Hruška        | Piráti   | městské bydlení a místní Agenda 21                 |
| Člen rady                       | Lukáš Pohanka     | SLK      | -                                                  |
| Člen rady                       | Robert Korselt    | TOP 09   | -                                                  |

### Složení třetí městské rady Jaroslava Zámečníka
| Portfej                         | Člen rady         | Strana   | Kompetence                                          |
| ------------------------------- | ----------------- | -------- | --------------------------------------------------- |
| Primátor                        | Jaroslav Zámečník | SLK      | ekonomika                                           |
| Náměstkyně primátora            | Šárka Prachařová  | ANO 2011 | strategický rozvoj a dotace                         |
| Náměstek primátora              | Jiří Janďourek    | SLK      | architektura, veřejný prostor a dopravní stavby     |
| Náměstek primátora              | Ivan Langr        | SLK      | kultura, školství a cestovní ruch                   |
| Náměstek primátora              | Jiří Šolc         | ANO 2011 | technická správa a informační technologie           |
| Náměstek primátora              | Adam Lenert       | ANO 2011 | územní plánování, majetkoprávní záležitosti a sport |
| Neuvolněný náměstek primátora   | Vojtěch Prachař   | ANO 2011 | energetika a Smart City                             |
| Neuvolněná náměstkyně primátora | Martina Teplá     | ANO 2011 | sociální záležitosti                                |
| Neuvolněný náměstek primátora   | Jan Hruška        | Piráti   | městské bydlení a místní Agenda 21                  |
| Člen rady                       | Lukáš Pohanka     | SLK      | -                                                   |
| Člen rady                       | Robert Korselt    | TOP 09   | -                                                   |

### Seznam členů zastupitelstva[2]
| Jméno               | Zvolen za                       | Ve funkci od  | Ve funkci do  | Hlasy absolutně | Hlasy v % | Pořadové číslo na kandidátce | Dosažené pořadí |
| ------------------- | ------------------------------- | ------------- | ------------- | --------------- | --------- | ---------------------------- | --------------- |
| Jaromír Baxa        | LOL                             | 24. září 2022 |               | 4 917           | 3,23      | 1                            | 1               |
| Petra Břeňová       | ODS společně se Sportovci       | 24. září 2022 |               | 3 179           | 2,84      | 3                            | 3               |
| Ladislav Dzan       | ODS společně se Sportovci       | 24. září 2022 |               | 3 185           | 2,84      | 12                           | 2               |
| Ladislav Fejtek     | SPD                             | 24. září 2022 |               | 3 021           | 2,64      | 4                            | 4               |
| Jindřich Felcman    | LOL                             | 24. září 2022 |               | 4 468           | 2,93      | 3                            | 4               |
| Lukáš Hájek         | SLK společně s TOP 09 a KDU-ČSL | 24. září 2022 |               | 8 516           | 2,64      | 8                            | 8               |
| Svatopluk Holata    | SPD                             | 24. září 2022 |               | 3 355           | 2,93      | 1                            | 1               |
| Martin Hoza         | ODS společně se Sportovci       | 24. září 2022 |               | 3 099           | 2,77      | 2                            | 4               |
| Jan Hruška          | Piráti                          | 24. září 2022 |               | 2 197           | 3,04      | 1                            | 2               |
| Jiří Janďourek      | SLK společně s TOP 09 a KDU-ČSL | 24. září 2022 |               | 8 767           | 2,72      | 7                            | 7               |
| Jaroslava Kašparová | ANO 2011                        | 24. září 2022 |               | 7 705           | 2,57      | 9                            | 9               |
| Zuzana Kocumová     | LOL                             | 24. září 2022 |               | 4 854           | 3,18      | 4                            | 2               |
| Robert Korselt      | SLK společně s TOP 09 a KDU-ČSL | 24. září 2022 |               | 8 441           | 2,62      | 6                            | 6               |
| Anna Kšírová        | LOL                             | 24. září 2022 |               | 4 389           | 2,88      | 2                            | 5               |
| Vítězslav Kvapil    | ANO 2011                        | 22. září 2024 |               | 7 689           | 2,56      | 12                           | 12              |
| Vít Kyzlink         | ANO 2011                        | 24. září 2022 |               | 7 741           | 2,58      | 10                           | 10              |
| Ivan Langr          | SLK společně s TOP 09 a KDU-ČSL | 24. září 2022 |               | 8 888           | 2,75      | 2                            | 3               |
| Adam Lenert         | ANO 2011                        | 24. září 2022 |               | 7 893           | 2,63      | 5                            | 5               |
| Jan Majzner         | ANO 2011                        | 24. září 2022 |               | 7 783           | 2,59      | 11                           | 11              |
| Jan Marek           | SLK společně s TOP 09 a KDU-ČSL | 24. září 2022 |               | 8 576           | 2,66      | 5                            | 5               |
| Matyáš Moc          | SLK společně s TOP 09 a KDU-ČSL | 24. září 2022 |               | 8 273           | 2,56      | 12                           | 12              |
| Tomáš Paleček       | SPD                             | 24. září 2022 |               | 3 119           | 2,72      | 3                            | 3               |
| Lukáš Pohanka       | SLK společně s TOP 09 a KDU-ČSL | 24. září 2022 |               | 9 368           | 2,90      | 4                            | 1               |
| Robert Prade        | SLK společně s TOP 09 a KDU-ČSL | 24. září 2022 |               | 8 440           | 2,61      | 11                           | 11              |
| Vojtěch Prachař     | ANO 2011                        | 24. září 2022 |               | 7 805           | 2,60      | 8                            | 8               |
| Šárka Prachařová    | ANO 2011                        | 24. září 2022 |               | 8 024           | 2,67      | 1                            | 1               |
| Anna Provazníková   | SLK společně s TOP 09 a KDU-ČSL | 24. září 2022 |               | 8 616           | 2,67      | 3                            | 4               |
| Petr Slanina        | Piráti                          | 24. září 2022 |               | 2 379           | 3,29      | 2                            | 1               |
| Jan Stárek          | LOL                             | 24. září 2022 |               | 4 088           | 2,68      | 5                            | 6               |
| Josef Šedlbauer     | LOL                             | 24. září 2022 |               | 4 787           | 3,14      | 7                            | 3               |
| Zdeněk Šembera      | ANO 2011                        | 24. září 2022 |               | 8 094           | 2,70      | 6                            | 6               |
| Milan Šír           | SPD                             | 24. září 2022 |               | 3 137           | 2,74      | 2                            | 2               |
| Jiří Šolc           | ANO 2011                        | 24. září 2022 |               | 8 372           | 2,79      | 3                            | 3               |
| Jaroslav Šrajer     | ANO 2011                        | 24. září 2022 | 21. září 2024 | 7 792           | 2,60      | 7                            | 7               |
| Martina Teplá       | ANO 2011                        | 24. září 2022 |               | 7 963           | 2,65      | 4                            | 4               |
| Marek Vávra         | ANO 2011                        | 24. září 2022 |               | 8 138           | 2,71      | 2                            | 2               |
| Jakub Vytiska       | SLK společně s TOP 09 a KDU-ČSL | 24. září 2022 |               | 8 497           | 2,63      | 10                           | 10              |
| Jaroslav Zámečník   | SLK společně s TOP 09 a KDU-ČSL | 24. září 2022 |               | 9 125           | 2,83      | 1                            | 2               |
| Hana Zemanová       | SLK společně s TOP 09 a KDU-ČSL | 24. září 2022 |               | 8 418           | 2,61      | 9                            | 9               |
| Petr Židek          | ODS společně se Sportovci       | 24. září 2022 |               | 3 301           | 2,95      | 1                            | 1               |